# Grümpel (Hesselbach)
Grümpel ist ein Gemeindeteil der Gemeinde Wilhelmsthal im Landkreis Kronach (Oberfranken, Bayern).

## Geographie
Das Dorf besteht aus fünf Kleinsiedlungen, die über 2,5 km verstreut am rechten Ufer der Grümpel liegen. Die zwei südlichen Kleinsiedlungen bilden die Gemeindestraße Hesselbacher Grümpel. Diese führt zur Hesselbacher Straße, die nach Wilhelmsthal bzw. nach Hesselbach zur Staatsstraße 2200 verläuft.

## Geschichte
Gegen Ende des 18. Jahrhunderts gab es in Grümpel westlich der Grümpel 11 Anwesen (9 Einödgehöfte, 2 Tropfhäuser). Das Hochgericht übte das bambergische Centamt Kronach aus. Die Grundherrschaft über alle Anwesen hatte das Rittergut Hesselbach inne.
Mit dem Gemeindeedikt wurde Grümpel dem 1808 gebildeten Steuerdistrikt Lahm und der 1818 gebildeten Ruralgemeinde Hesselbach zugewiesen. Am 1. Mai 1978 wurde Grümpel im Zuge der Gebietsreform in Bayern nach Wilhelmsthal eingegliedert.

### Einwohnerentwicklung
| Jahr      | 001818 | 001861 | 001871 | 001885 | 001900 | 001925 | 001950 | 001961 | 001970 | 001987 |
| Einwohner | 58     | 74     | 73     | 85     | 96     | 96     | 85     | 74     | 73     | 70     |
| Häuser    | 14     |        |        | 14     | 14     | 15     | 12     | 13     |        | 15     |
| Quelle    | [ 5 ]  | [ 7 ]  | [ 8 ]  | [ 9 ]  | [ 10 ] | [ 11 ] | [ 12 ] | [ 13 ] | [ 14 ] | [ 1 ]  |

## Religion
Der Ort ist römisch-katholisch geprägt und nach St. Ägidius in Lahm gepfarrt.